# Viggo Brun
Viggo Brun (n. 13 octombrie 1885 la Lier - d. 15 august 1978 la Drøbak) a fost un matematician norvegian.
Este cunoscut prin lucrarea Ein Satz über Irrationalität publicată în 1910 și care conține criteriile parametrice de iraționalitate și a stabilit condiția suficientă ca un număr real pozitiv, {\displaystyle \alpha >0,\!} limită a unui șir crescător {\displaystyle (\alpha _{r})_{r\in \mathbb {N} },\!} să fie irațional.
De criteriul de iraționalitate s-a ocupat și matematicianul român Alexandru Froda.
1. 1 2  MacTutor History of Mathematics archive, accesat în 22 august 2017
2. ↑  „Viggo Brun”, Gemeinsame Normdatei, accesat în 28 aprilie 2014
3. ↑  Viggo Brun, Store norske leksikon
4. 1 2 3  MacTutor History of Mathematics archive
5. ↑  Find a Grave
6. ↑  IdRef, accesat în 5 martie 2020
7. 1 2 3  , p. 113 https://www.ntnu.no/ojs/index.php/DKNVS_skrifter/article/view/1454 Lipsește sau este vid: |title= (ajutor)
8. 1 2  , p. 4 https://www.sciencedirect.com/science/article/pii/0315086080900592 Lipsește sau este vid: |title= (ajutor)